# Ehrhardt EV/4
El Panzerkraftwagen Ehrhardt EV/4, apodado Straßenpanzerwagen (en español, Vehículo callejero blindado), fue uno de los primeros ejemplos de un tipo de diseño de automóvil blindado que los alemanes utilizaron durante la Primera Guerra Mundial y casi hasta el comienzo de la Segunda Guerra Mundial para tareas de vigilancia interior. Al contrario de los vehículos blindados aliados en esa etapa de la guerra, no se fabricaron apresuradamente a partir de automóviles de turismo, sino como vehículos militares propios diseñados a tal fin.

## Historia

### Concepción y diseño
Los primeros automóviles blindados alemanes fueron grandes chasis especiales para automóviles o camiones adaptados para transportar una pieza de artillería antiaérea y emplearla contra globos de observación. Este cañón antiaéreo autopropulsado y blindado (Ehrhardt Ballon Abwehr Kanone), fue el primero de su tipo jamás producido. En general, ya que hubo otros diseños, se conocían colectivamente como Ballon Abwehr Kanonen (BAK), aunque ninguno se usó a gran escala.
El ejército belga fue el primero en demostrar el potencial del automóvil blindado en la guerra móvil, con el Minerva. La infantería y caballería alemanas fueron a veces claramente incomodadas por las tácticas de ataque y fuga empleadas por los automóviles blindados belgas. Habiendo sufrido un poco a manos de estos vehículos, el ejército alemán decidió producir su propio automóvil blindado, pero sin ninguna experiencia práctica se acercaron a las empresas constructoras de automóviles Gustav Ehrhardt Automobile, Daimler Motoren Gesellschaft y Büssing, y ordenaron a cada una de ellas la construcción un prototipo de automóvil blindado.
Las tres firmas produjeron durante 1915, los prototipos solicitados. En los tres casos, optaron por ignorar el hecho de que los vehículos blindados belgas eran poco más que automóviles de turismo convertidos, y desarrollaron lo que percibían como vehículos más adecuados. Como resultado, los tres prototipos eran vehículos masivos, el más grande de los cuales era el Büssing A5P ; este vehículo utilizaba un diseño de 'doble extremo' que al menos podría presentar una alta distancia al suelo tácticamente útil. Los diseños de Ehrhardt y Daimler fueron muy similares. Ambos instalaron el motor en la parte delantera, rodeados por un blindaje, y con una gran carrocería en forma de caja en la parte trasera con una torreta o cúpulas en la parte superior. Tenían una torpe apariencia y eran demasiado pesados para el cumplimiento efectivo de las tareas operativas que el ejército alemán les exigía.
Los prototipos Daimler y Ehrhardt dependían del uso de ruedas dobles en cada lado del eje trasero y resaltes en las ruedas individuales en la parte delantera del vehículo en un esfuerzo por reducir la presión sobre el suelo y así mejorar la movilidad campo a través del vehículo en un grado útil. Los tres tenían una tripulación de ocho o nueve hombres, llevaban un armamento de al menos tres ametralladoras y un blindaje con un grosor máximo de 9 mm.

### Ehrhardt 1915
Finalmente la firma Gustav Ehrhardt Automobile AG fue seleccionada para la construcción del vehículo presentado y fueron ordenados trece Ehrhardt EV/4.
El vehículo parecía torpe y voluminoso, con el motor en la parte delantera y un casco simétrico masivo lleno de escotillas de babor de una y dos piezas, con ranuras de visión utilizadas para disparar ametralladoras. El casco blindado se fijó a un chasis Daimler-BaK Plattformwagen M1914, también utilizado para transportar un cañón Krupp 7,7 cm FlaK L/35 M1914. Era un vehículo con tracción a las cuatro ruedas, propulsado por un motor Daimler de 80 CV. El casco estaba construido a base de placas remachadas y empernadas de 9 mm de grosor en la parte frontal y lateral, y una torreta central fija con cuatro puestos de tiro.

### Ehrhardt 1917
La primera serie de trece vehículos, denominada Panzerkraftwagen Ehrhardt 1915, fue entregada en 1915-16, y utilizada por los Panzer Kraftwagen MG Züge, cada uno con dos vehículos más un camión de apoyo. Pero, poco podían hacer en el frente occidental, por lo que fueron enviados al frente oriental y utilizados con gran efecto dada la amplitud del frente, donde su movilidad realmente podía contar; en Rumania en 1917; dos de ellos participaron en la batalla de Mărășești contra los rumanos, sin embargo, con poco éxito, ya que los alemanes no lograron romper el frente rumano y también en el frente ucraniano en 1918. Algunos se perdieron en acción, y el alto mando alemán solicitó a Ehrhardt más vehículos (veinte en total), que fueron fabricados y entregados como  Panzerkampfwagen Ehrhardt 1917.
Estos vehículos tenían un blindaje frontal completamente revisado y las experiencias en combate forzaron otras mejoras que redujeron su peso en 1,75 t. Por debajo, la protección se mejoró con otra plancha blindada que protegía la transmisión, los faros delanteros estaban encerrados en cajas blindadas, los puertos de visión frontal ofrecían una mejor protección, las ruedas dobles traseras estaban protegidas por un guardabarros blindado y, además, la torreta central ahora giraba completamente. 

### Ehrhardt 1919
Los Ehrhardt 1915/17 sirvieron en el frente oriental hasta finales de 1917, cuando estalló la Revolución rusa, y luego fueron repatriados para servir como vehículos de servicio policial en las principales ciudades. Fueron tan útiles en sus nuevos cometidos, que se ordenó y entregó un lote adicional de 20 vehículos en 1919, aunque fabricado con planchas de blindaje de baja calidad. En los numerosos disturbios y luchas urbanas que se produjeron en las ciudades alemanas y, en particular, en Berlín, su altura les permitió elevarse sobre la multitud, dando a los policías un mejor control de los alborotadores.
Fueron muy conocidos y bastante utilizados por los Freikorps en las calles de Berlín contra las bandas armadas. Pero también alemanes y polacos los usaron en los enfrentamientos llamados Levantamientos de Silesia hasta 1921. Los dos Ehrhardt polacos (posiblemente capturados o entregados por los franceses como reparaciones de guerra tras las condiciones del armisticio) sirvieron durante años. En cuanto a los vehículos alemanes, todavía estaban en el inventario de la policía en 1939.

### Vehículos blindados de similares características, época y uso
- Austro-Daimler Panzerautomobil
- Charron modelo 1905
- Büssing A5P
- Jeffery No.1 y Jeffery-Russel
- Lanchester 4×2
- Lancia IZ
- Automóvil blindado Minerva
- Automóvil blindado Peerless
- Peugeot modelo 1914
- Renault modelo 1914
- Automóvil blindado Rolls-Royce
- White AM modelo 1915/1918

- Anexo:Vehículos blindados de combate de la Primera Guerra Mundial